# شبكة هاتف عامة

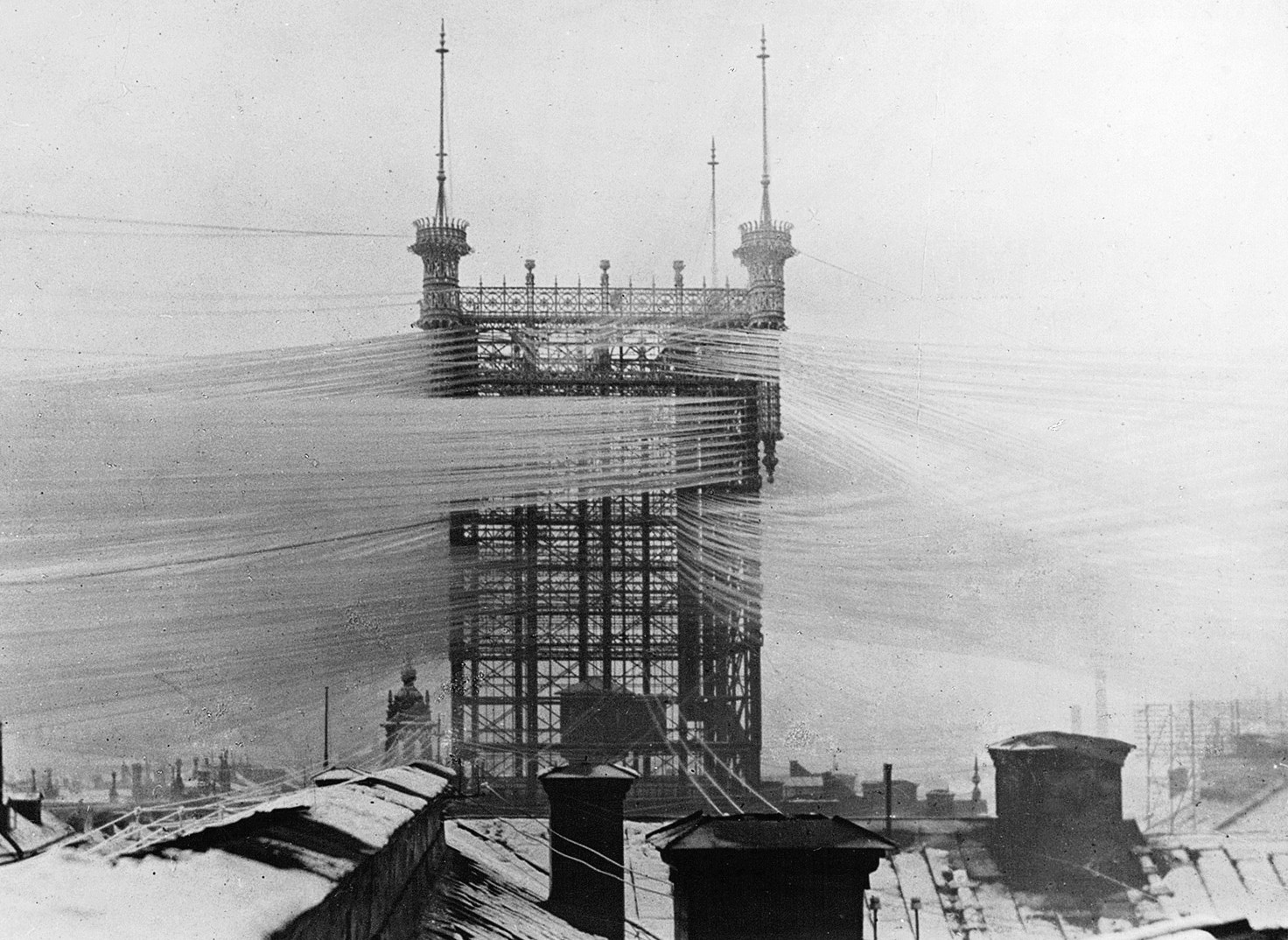

شبكة الهاتف العامة (بالإنجليزية:  Public Switched Telephone Network PSTN)‏، هي شبكة تربط شبكات الهاتف في العالم المعتمدة على التحويل عبر الدارة، فهي إذاً مشابهة لشبكة الإنترنت التي تقوم بربط شبكات الإنترنت العامة في العالم المعتمدة على التحويل عبر الطرد. إذاً الشبكة العامة لتحويل الهاتف هي شبكة تربط بين خطوط الهاتف الثابتة.